# 偰延寿
偰 延寿（せつ えんじゅ、설연수）は、ウイグル族出身の高麗の文官。高麗の宰枢を務める。

## 概要
恭愍王の時に高麗に帰化した偰遜の次男。一族からは、文科合格者、判三司事、礼曹判書、集賢殿副提学などを輩出するなど、高麗時代末期から李氏朝鮮時代初期における名門だった。

## 家族
- 祖父：偰哲篤
- 父：偰遜
- 兄：偰長寿
- 弟：偰福寿
- 弟：偰慶寿
- 弟：偰眉寿